# Oger international
Oger International est une société de droit français d’ingénierie de la construction, créée en 1978 et disposant de filiales à l'étranger.
Son siège est situé au 70, rue de Saint-Denis, à Saint-Ouen-sur-Seine.

## Historique
En 1950, Marcel Oger crée l'entreprise de bâtiment à son nom, la société Oger. Elle conçoit son propre système de banches, la B66. Spécialisée dans la construction d’immeubles de grande hauteur, Oger met au point des techniques permettant de rendre plus économiques les ossatures en béton armé, qu'elle utilise en remplacement des charpentes métalliques.
En 1968, l’entreprise Oger est rachetée par le Groupe Campenon-Bernard.
En 1977, la société se développe à l'étranger, et construit un hôtel de luxe pour la famille royale, le Massarah à Taïf en Arabie saoudite.
Pendant cette période, la société indique avoir participé à la réalisation des ouvrages suivants : Tours UAP, Neptune, Manhattan, Les Poissons, CB12 pour IBM, B20 pour les AGF à Paris la Défense, Immeuble Mercure sur le Front de Seine, l’hôtel Concorde-Lafayette Porte Maillot, Publicis Champs-Élysées, l’Hôpital Bichat à la Porte de Saint-Ouen, ainsi que des programmes de construction d’habitations. 
En 1979, Rafiq Hariri rachète le fonds de commerce et donne naissance à Oger International, entreprise d’ingénierie française.
Le 15 septembre 2016 le tribunal de commerce ouvre une procédure de sauvegarde. Un plan est arrêté le 15 février 2018. 
En 2017 la perte représente près de 90 % du chiffres d'affaires. 
Les difficultés rencontrées par Oger International trouvent leur source à l’étranger, et plus particulièrement en Arabie saoudite. L’ingénieriste y réalisait jusqu’alors plus de 60 % de son chiffre d’affaires auprès d’un seul client, Saudi Oger, avec qui il partageait jusqu’alors le même actionnaire en la personne de l’ex-premier ministre libanais Saad Hariri. Ayant accusé de plein fouet la chute du cours du pétrole et l’arrivée au pouvoir de Mohammed Ben Salmane, Saudi Oger a perdu ses contrats avec l’Arabie saoudite et depuis cessé toute activité.
En mars 2018, la société française AMK Capital Investment rachète Oger International et devient son actionnaire unique. 
En mars 2024, à la suite d'une cessation de paiements, la société est placée en redressement judiciaire par le tribunal de commerce de Bobigny.  
En mai 2024, une restructuration amène la suppression de 85% des effectifs de l’entreprise. 

## Principaux projets
Depuis sa création, Oger International a participé à la réalisation de nombreux ouvrages complexes à technologies avancées.
Le nouvel hôpital d'Orléans, qui est le plus grand hôpital d'Europe, avec 200 000 m2, est l'un des projets phare d'Oger International en France.
Autre projet d'envergure, dans la capitale à Paris et région parisienne : Autolib', avec le déploiement des stations de voitures électriques. La société est également chargée de l'exécution de la tour Phare, à la Défense. Par ailleurs en 2011, la société initie en collaboration avec des partenaires, une opération Villages du futur, consistant en la création de villages dotés de fortes infrastructures technologiques, et basés sur l'urbanisme apparent des villages anciens. En 2012, c'est dans un projet de valorisation du patrimoine archéologique, porté par la région Languedoc Roussillon, qu'Oger International participe à la construction du futur musée de la romanité de Narbonne, qui devrait voir le jour en 2014.
Oger International opère également à l'étranger. En 2009, elle réalise le projet de la  King Abdullah University of Science and Technology, une université internationale en Arabie saoudite (2 000 étudiants), certifié  LEED Platinum. En 2011, dans la ville de Riyad, la société construit un grand complexe hôtelier pour le compte de la chaîne hôtelière de luxe Ritz-Carlton. Au Maroc, la société travaille actuellement sur la construction du Morocco Mall, plus grand centre commercial d'Afrique. 
Dans un tout autre secteur d'activité, Oger International est également missionnée sur le projet ADFC, Abu Dhabi Financial Center, aux Émirats arabes unis. La Cité financière d'Abu Dhabi, constituée de 4 tours de bureaux et une bourse d'affaires, devrait être prochainement être certifiée LEED Gold.